# 博報堂

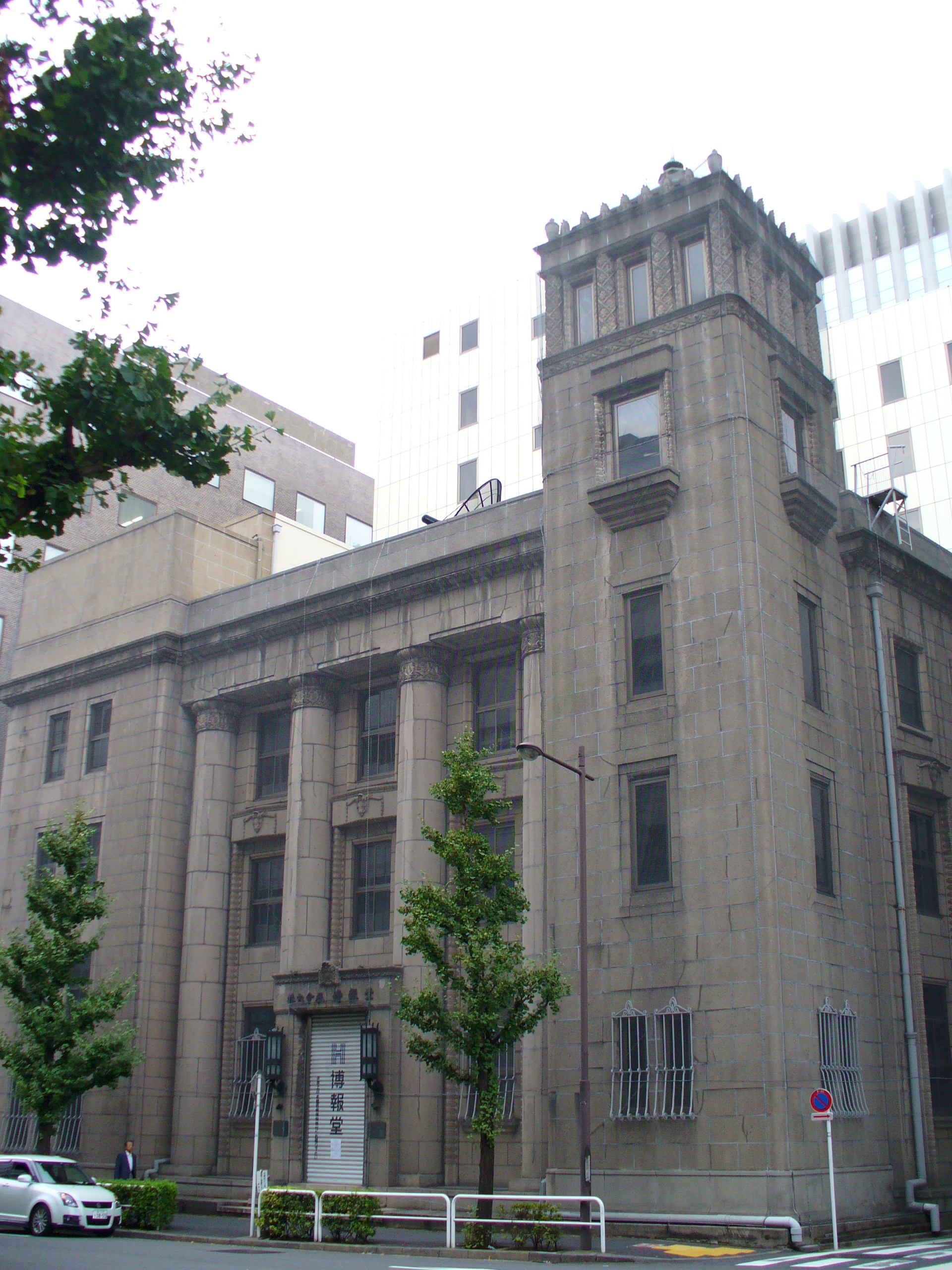
位於東京都千代田區神田錦町的博報堂舊總部

博報堂（日語：博報堂），是日本第二大的廣告公司（僅次于電通）。明治28年（1895年）10月6日成立，總部位於東京都赤坂，在海外也設立多處分支機構。

## 历史
- 1895年10月6日，瀨木博尚創立博報堂，命名由來是瀨木博尚的經營理念「以服務廣大顧客為報酬」。
- 1924年2月11日，博報堂改組為「株式會社內外通信社」（株式会社内外通信社）。
- 1950年8月，博報堂全名改為「株式會社內外通信社博報堂」（株式会社内外通信社博報堂）。
- 1955年4月，博報堂全名改為「株式會社博報堂」（株式会社博報堂）。
- 1981年，博報堂成立「博報堂生活綜合研究所」。
- 2001年10月26日，博報堂與大廣（大広）及讀賣廣告社（読売広告社）簽訂業務合作契約。
- 2002年12月2日，博報堂與大廣及讀賣廣告社同意成立一家共同控股公司。
- 2003年10月1日，博報堂、大廣與讀賣廣告社成立「博报堂DY控股」並成為其子公司；其中「D」是大廣（Daiko Advertising）英文名稱的第一個字母，「Y」是讀賣廣告社（Yomiko Advertising）英文名稱的第一個字母。
- 2003年12月1日，博報堂、大廣與讀賣廣告社將各自的媒體相關部門分割出來、另成立「博報堂DY媒體夥伴公司」。
- 2008年5月1日，博報堂總部從東京都港區赤坂5丁目「赤坂Sacas」遷往東京都港區赤坂5丁目赤坂Biz塔樓大廈。

## 主要關係企業
- 博報堂DY媒體夥伴（日语：博報堂DYメディアパートナーズ）
- 大廣
- 讀賣廣告社
- Hakuhodo Design
- 博報堂C&D
- 博報堂生活綜合研究所
- 博報堂品牌顧問
- 博報堂體育行銷
- 財團法人博報兒童教育振興會
- 博報堂i-studio
- TBWA\Hakuhodo

## 大中華區海外公司
中國大陸地區
- 上海博报堂广告有限公司
- 北京博报堂广告有限公司（上海博报堂广告有限公司 北京分公司）
- 北京代思博报堂广告有限公司
- 广东省广博报堂广告有限公司
- 广州天博广告有限公司
- 广东省广代思博报堂广告有限公司
- 株式会社博报堂 北京代表处
- 上海广告有限公司

香港地區
- 博報堂香港有限公司

臺灣地區
- 台灣博報堂媒體股份有限公司（前博陽行銷顧問）→博報堂行效股份有限公司
- 博報廣告股份有限公司（博陽廣告併入）→台灣博報堂股份有限公司
- 聯廣（格威傳媒股份有限公司）→格威博報堂（旗下有先勢博報堂、聯廣、光陽波斯特、安益、米蘭）

## 外部連結
- 博報堂 （页面存档备份，存于） （日語）（英文）（简体中文）
- 台灣博報堂 （页面存档备份，存于） （繁體中文）
- 博報堂DY控股 （页面存档备份，存于） （日語）
- 博報堂DY媒體夥伴 （页面存档备份，存于） （日語）